# تومازو اسکوفیا
تومازو اسکوفیا (ایتالیایی: Tommaso Scuffia؛  ‏ تلفظ ایتالیایی: [tomˈmaːzo]؛ ‏ زادهٔ ۱۲ دسامبر ۱۹۹۱) بازیکن فوتبال اهل ایتالیا است.
از باشگاه‌هایی که در آن بازی کرده‌است می‌توان به باشگاه فوتبال فیورنتینا و باشگاه فوتبال لچه اشاره کرد.
وی همچنین در تیم ملی فوتبال زیر ۱۹ سال ایتالیا بازی کرده‌است.